# Albertina Paraíso

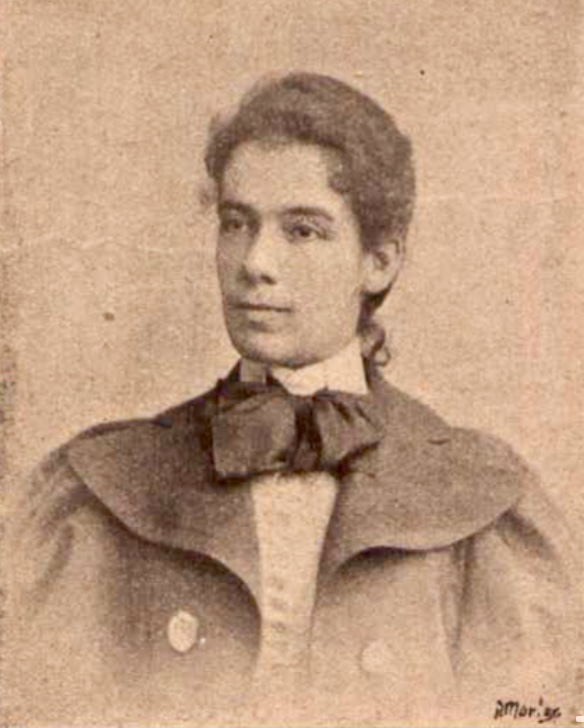
Albertina Paraíso, 1902

Albertina de Sousa Paraíso (* 11. Januar 1864 in Cedofeita, Porto; † 25. Februar 1954 in São Paulo, Lissabon) war eine portugiesische Dichterin, Journalistin und Frauenrechtlerin.

## Leben
Paraíso war die Tochter von Guilherme Augusto de Sousa Paraíso, einem Bankdirektor, und Sofia Isilda de Freitas Paraíso, einer Schuldirektorin. Sie wuchs daher in einer bürgerlichen Familie in Porto auf und studierte Bildende Kunst.
Paraíso engagierte sich schon früh in der Politik und nahm am Aufstand vom 31. Januar 1891 in Porto teil, dem ersten, gescheiterten Versuch von Republikanern, die Monarchie in Portugal zu stürzen. Ihr Wirken in Porto ist aber vor allem durch die Gründung von Frauenzeitschriften überliefert. Sie leitete den Almanaque das Senhoras Portuguesas e Brasileiras (1885–1887) und die Almanaque das Senhoras Portuenses (1889).
Als sich der Schwerpunkt der republikanischen Bewegung von Porto nach Lissabon verlagerte, siedelte sie dorthin um. In Lissabon leitete sie eine Frauenzeitschriftenbeilage in der Zeitung O Mundo. Sie rief die Zeitschrift Alma Feminina ins Leben, in der sie mit republikanischen Persönlichkeiten wie Abílio de Guerra Junqueiro, João Pinheiro Chagas und Teófilo Braga sowie vielen anderen Frauenrechtlerinnen, die dort Autorinnen waren, zusammenarbeitete. Unter anderem korrespondierte sie mit Ana de Castro Osório.
Am 2. Juli 1902 heiratete sie in der Pfarrkirche von São Jorge de Arroios in Lissabon Manuel Rodrigues Barroca, einen Goldschmied aus Lamego.
Sie veröffentlichte noch vor 1900 ein erstes Buch mit Lyrik, Rosas e musgos, das ein Vorwort von Joao de Deus und Illustrationen von Rafael Bordalo Pinheiro enthielt und ein großer Erfolg war. Erst etwa vierzig Jahre später beschloss Paraíso, mit Derradeiros Versos einen weiteren Band zu veröffentlichen.
In späteren Jahren widmete sich Paraíso ethnologischen Themen und führte in Lissabon ein Geschäft für regionale Artikel, dem sie in ihren letzten Lebensjahren, die von einer langen Krankheit geprägt waren, einen Großteil ihrer Tätigkeit widmete. Sie litt an Atherosklerose, an der sie im Alter von 90 Jahren auch starb. Sie wurde auf dem Cemitério dos Prazeres beigesetzt.
In der Gemeinde Paranhos in Porto wurde im Juni 2010 eine Straße nach ihr benannt.